# Thrypticus flavicornis
Thrypticus flavicornis är en tvåvingeart som beskrevs av Van Duzee 1933. Thrypticus flavicornis ingår i släktet Thrypticus och familjen styltflugor.
Artens utbredningsområde är Peru. Inga underarter finns listade i Catalogue of Life.